# Masako Katsura
Masako Katsura (桂 マサ子, Katsura Masako), née à Tokyo le 7 mars 1913 et morte en 1995, surnommée « Katsy » et parfois appelée la « Première Dame du billard », est une joueuse professionnelle américaine de billard français, principalement active dans les années 1950. Katsura est la première femme à se placer parmi les meilleurs joueurs professionnels du monde dans ce sport, traditionnellement dominé par les hommes.
Après avoir épousé un sous-officier de l'armée américaine en 1950, Katsura a émigre aux États-Unis en 1951. Là, elle est invitée à participer au Championnat du monde de trois bandes de 1952, sponsorisé par les États-Unis, prenant finalement la septième place de cette compétition. Katsura est la première femme à participer à un tournoi mondial de billard. Sa renommée consolidée, Katsura part en tournée d'exhibition aux États-Unis avec l'octuple champion du monde Welker Cochran, puis avec le 51 fois champion du monde Willie Hoppe. En 1953 et 1954, elle concourt à nouveau pour la couronne mondiale du trois-bandes, prenant respectivement les cinquième et quatrième places.
Elle fait 30 apparitions en exhibition en 1958, et participe à un engagement exhibition d'une semaine l'année suivante avec Harold Worst, mais ne participe à aucun tournoi professionnel. En 1959, elle fait deux apparitions à la télévision dans l'émission You Asked for It d'ABC, et une dans l'émission à succès de CBS en prime time What's My Line ? Katsura revient à la compétition en 1961, jouant un match défi pour le titre mondial de trois bandes contre Worst, alors champion du monde en titre, et est battu par lui. Katsura disparait ensuite du sport, ne faisant qu'une brève apparition impromptue en 1976. Elle revient au Japon vers 1990 et est morte en 1995.

## Biographie

### Jeunesse et premiers championnats
Masako Katsura est née le 7 mars 1913 à Tokyo. On sait peu de choses sur l'enfance de Katsura au Japon. Katsura a trois sœurs et un frère. Leur père est mort quand Katsura a 12 ans et elle est partie vivre avec sa sœur aînée et le mari de sa sœur, Tomio Kobashi, qui possède une salle de billard. À 13 ans, elle passe du temps dans la salle de billard de son beau-frère, et à 14 ans, elle y travaille comme préposée au billard. Kobashi est un bon joueur et enseigne à Katsura les fondamentaux de divers jeux de billard français. Katsura a également une table de billard à la maison, achetée par sa famille après avoir montré un vif intérêt pour ce sport. Katsura s'entraîne avec diligence et commence à rivaliser avec des hommes japonais et à les battre. À seulement 15 ans, Katsura remporte le tournoi de championnat féminin de rail droit du Japon. Les deux sœurs cadettes de Katsura, Noriko et Tadako, ont également remporté le championnat féminin de ligne droite au cours d'autres années.
En 1937, Katsura rencontre Kinrey Matsuyama, qui remporte plusieurs fois le championnat national japonais de trois bandes. Matsuyama est également champion national des États-Unis en 1934, est finaliste trois autres fois et termine quatre fois deuxième dans des compétitions mondiales avant la Seconde Guerre mondiale. Matsuyama est impressionné par Katsura et a commencé à lui enseigner le jeu de haut niveau. En 1947, Katsura est une star du billard établie de longue date au Japon, la seule joueuse professionnelle du pays.

### Mariage et titres au Japon
En 1947, Katsura attire l'attention du militaire américain Vernon Greenleaf (sans lien de parenté avec le champion de billard américain Ralph Greenleaf), un sergent-chef du corps des quartiers- maîtres de l'armée américaine qui a servi dans les forces armées pendant 22 ans,. Katsura et Greenleaf se sont rencontrés pour la première fois dans un club de service de Tokyo où elle donne des démonstrations de billard. Greenleaf commence à prendre des leçons auprès de Katsura et est séduit par elle. Ils se sont mariés le 30 novembre 1950, mais n'ont pas d'enfants.
Au moment de leur mariage, Katsura compte déjà deux deuxièmes places au championnat national japonais de trois bandes, dont une l'année précédant leur mariage,. Elle remporte la deuxième place pour la troisième fois l'année de son mariage. À cette époque, elle a accompli l'exploit de marquer 10 000 points en ligne droite sur environ4 1⁄2 heures. Elle s'est arrêtée à 10 000 points uniquement parce que c'est un chiffre rond de référence. Au cours des années suivantes, elle a déclaré que son meilleur score au billard à trois bandes est de 19.

### Immigration aux États-Unis
En 1951, Greenleaf est transféré à un poste américain depuis la base aérienne de Haneda à Tokyo. Lui et Katsura, qui parlent peu anglais, embarquent pour les États-Unis sur l'USS Breckinridge, débarquant à San Francisco à la fin de décembre 1951, quelques mois seulement avant le début du tournoi mondial de billard à trois bandes de 1952, prévu dans cette ville le 6 mars. Katsura est invitée sous condition à jouer au championnat du monde après que Cochran, dont la salle de billard accueillait le tournoi, ait entendu parler de son talent par Matsuyama. Cochran est huit fois champion du monde, ayant remporté la couronne mondiale au billard à trois bandes en 1933, 1935, 1937, 1938, 1944 et 1945, et au cadre 18,2, en 1927 et 1934.

### Première femme à concourir pour un titre mondial (1952)

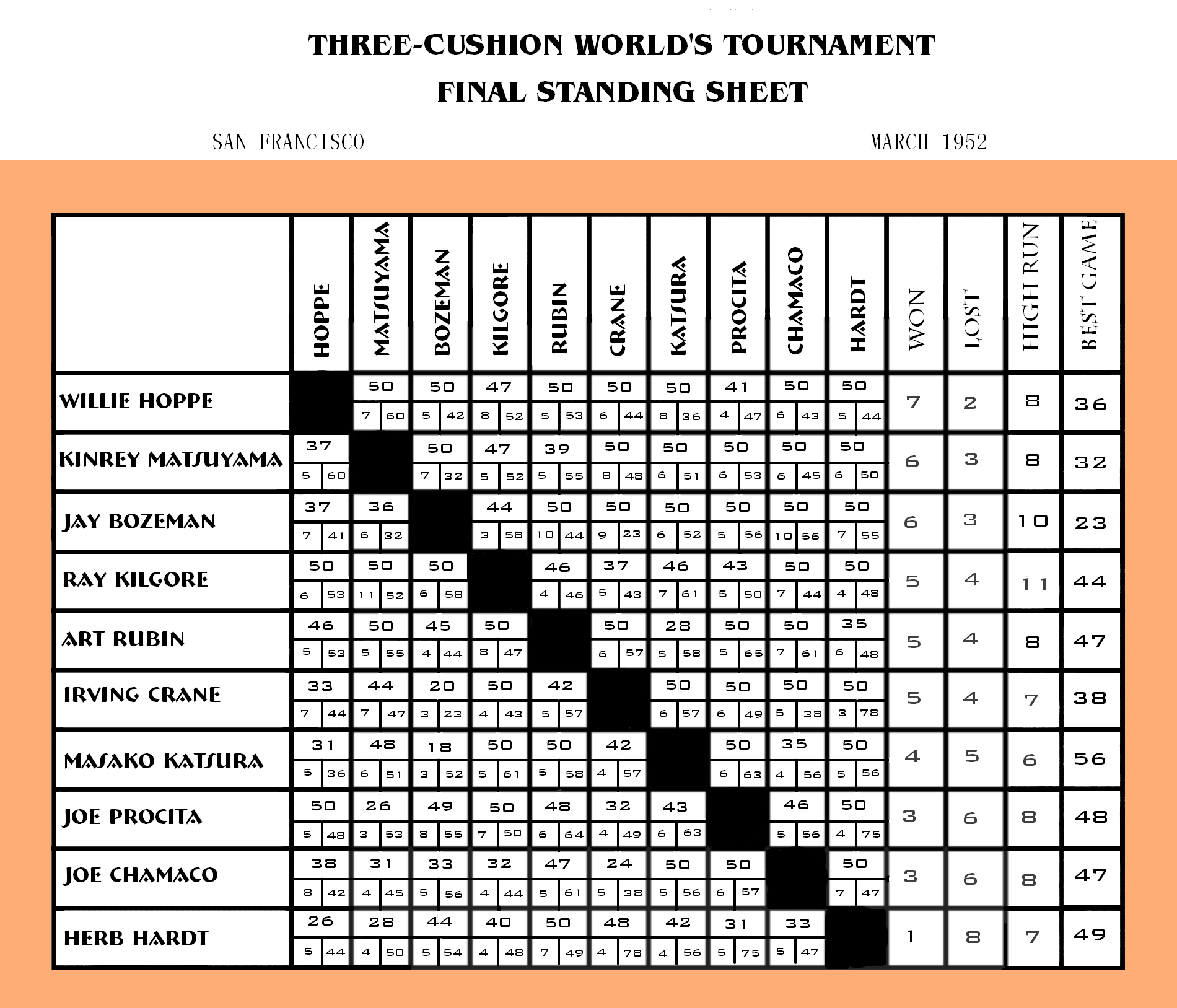
Tableau enregistrant le classement final du tournoi mondial à trois bandes de 1952. La forme imite celle du tableau manuscrit original utilisé lors du tournoi. Les trois chiffres dans chaque case se lisent comme suit : le chiffre du haut correspond aux points marqués par le joueur ; en bas à droite se trouve le nombre de manches ; en bas à gauche se trouve le meilleur score du joueur.

La participation de Katsura au titre mondial de billard à trois bandes de 1952 marque la première fois qu'une femme concourre pour un titre mondial de billard,. C'est seulement dix ans après que Ruth McGinnis soit devenue la première femme à avoir été invitée à participer à un championnat professionnel de billard masculin (le championnat de l'État de New York de 1942). Le champion en titre est Willie Hoppe, alors âgé de 64 ans et de renommée internationale, qui allait prendre sa retraite plus tard dans l'année avec 51 titres mondiaux à son actif entre 1906 et 1952.
Les 10 champions prévus pour jouer dans le tournoi au format toutes rondes sont Katsura, son mentor, Matsuyama, le favori et champion en titre Willie Hoppe, le champion mexicain Joe Chamaco, Herb Hardt de Chicago, Art Rubin de New York, Joe Procita de Los Angeles, Ray Kilgore de San Francisco, Jay Bozeman de Vallejo et Irving Crane de Binghamton,,. Le championnat entre les invités devait avoir lieu au Cochran's 924 Club, avec un total de 45 parties à jouer au cours du tournoi de 17 jours se terminant le 22 mars 1952.
Le deuxième jour de la compétition, le 7 mars 1952, Katsura affronte Irving Crane pour son premier match. Ils forment un contraste assez frappant, Crane étant le joueur le plus grand du tournoi, tandis que Katsura relativement petite. Le match est serré, mais Crane l'emporte 50 à 42. Le 10 mars, Katsura bat Herb Hardt 50 à 42. Le 11 mars, elle perd contre Chamaco, 50 à 35, mais le lendemain, Katsura bat Procita 50-43.
Le 14 mars, Katsura affronte Hoppe, invaincu, perdant 50 à 31. Le lendemain, elle affronte son mentor, Matsuyama, considéré comme le prétendant ayant le plus de chances de battre Hoppe. Matsuyama devance sa protégée avec un score serré de 50 à 48.
Le 18 mars, Katsura bat Art Rubin 50–28 mais subit une défaite importante contre Bozeman 50 à 18. Lors de son dernier match, le 21 mars, Katsura remporte une victoire 50-46 contre Kilgore. Entre cette victoire et sa précédente victoire contre Procita, Katsura a battu les deux seuls joueurs du tournoi qui ont remporté leurs matchs contre Hoppe. Ce soir-là, un match d'exhibition séparé entre Katsura et Kilgore est présenté sur KRON-TV, avec un commentaire fourni par Cochran. Le lendemain, le tournoi se termine avec Hoppe qui récupère son titre de champion. Katsura arrive à la septième place.

### Représentations amicales
Peu de temps après le championnat de 1952, Cochran annonce une tournée de matchs amicaux avec Katsura. Le duo donne un aperçu de sa tournée avec un concert de trois jours au Garden City Parlor de San Jose à partir du 18 avril 1952. Ils prévoient des arrêts à Kansas City (2-3 mai) ; à Chicago (5-11 mai) ; à Détroit à la mi-mai ; puis des arrêts provisoires à Cleveland, Buffalo, Boston, Philadelphie, Dallas, San Diego, Los Angeles et Long Beach. Le format doit être un match à 100 points en ligne droite, suivi d'un match à 50 points en trois bandes joué dans des conditions de tournoi.
Le champion de billard Tex Zimmerman et le spécialiste des coups spéciaux Danny McGoorty participent à l'organisation de la tournée. En préparation, ils mettent en valeur l'exotisme de Katsura et son attrait physique. Mais c'est la capacité de jeu de Katsura, plutôt que ses autres charmes, qui fait d'elle un phénomène.
Plusieurs arrêts pré-réservés de la tournée n'attirent pas les foules. Cochran en est très amer. Katsura et Kilgore organisent une démonstration de talents d'une semaine à San Francisco en janvier 1953, où ils ont oscillé d'un côté à l'autre. Le 12 janvier, Katsura bat Kilgore lors de leur premier match avec des séries de sept et dix, mais perd contre lui lors de leur deuxième. Le total des points marqués par les deux à ce moment-là est de 349 pour Katsura contre 379 pour Kilgore.
Katsura rempile sur une nouvelle série de représentations avec Cochran dans son club en février 1953 et, se préparant pour le tournoi mondial de 1953, qui devait commencer le 26 mars, effectue une tournée nationale avec Willie Hoppe à la fin de février 1953.

### Tournois mondiaux de 1953 et 1954
En 1953, onze concurrents sont prévus au programme, de nombreux revenants de l'année précédente, dont Chamaco, Katsura, Matsuyama, Bozeman, Kilgore, Procita et Rubin. Les nouveaux venus sur le terrain sont Harold Worst de Grand Rapids, John Fitzpatrick d'Hollywood, Mel Lundberg de Minneapolis et Ezequiel Navarra d'Argentine. Navarra est considéré comme le favori par les experts, ayant remporté des championnats cette année-là à Cuba, en Colombie, au Pérou et en Argentine et venant tout juste de terminer une tournée d'exhibition avec Cochran dans laquelle Navarra a une moyenne formidable de 1,16, marquant 1 295 trois coussins en 1 120 manches sur toute la durée de la tournée.
Lors de son premier match, Katsura bat Lundberg 50-44. Par la suite, elle perd contre Matsuyama 50 à 37 en 39, puis contre Rubin, 50-37, elle gagne contre Fitzpatrick 50-38, Chamaco 50 à 44, et Navarra 50 à 40. Au terme de la compétition, Katsura partage la cinquième place avec Matsuyama. Le vainqueur de la couronne mondiale est Kilgore.

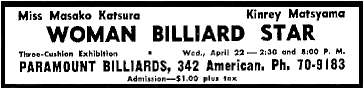
Publicité pour un match Katsura vs. Matsyama qui se tiend le 22 avril 1953.

Après la fin du championnat de 1953, Katsura et Matsuyama font une représentation ensemble à Long Beach, en Californie. C'est la dernière interaction entre Katsura et Matsuyama. Après son retour au Japon, Matsuyama subit une crise cardiaque et décède le 20 décembre 1953,.
Le tournoi mondial de trois bandes de 1954 se tient à Buenos Aires avec seulement 8 concurrents : Katsura ; Ray Miller ; Harold Worst ; les frères argentins Juan et Ezequiel Navarra ; Welker Cochran, qui est sorti de sa retraite ; Chamaco ; et le champion en titre, Kilgore.
Katsura prend la quatrième place au classement général.

### Fin de carrière
On ne voit que peu Katsura au cours des années suivantes. Elle ne fait que 30 apparitions en démonstration en 1958. Pendant cette pause, le deuxième des deux manuels d'instructions sur le billard de Katsura est sorti au Japon. En 1959, il est annoncé que Katsura et Harold Worst participeraient à un match d'exhibition d'une semaine à 1 200 points, débutant le 9 février à Randolph Recreations à Chicago,.
Le 1er mars 1959, Katsura apparaît dans l'émission télévisée populaire de CBS, What's My Line ? Plus tard dans le mois, Katsura fait une apparition dans l'émission You Asked For It d'ABC, allant dans les coulisses des westerns. Elle est apparue à nouveau dans l'émission You Asked For It du 25 novembre 1960.
Sans tournoi de championnat du monde depuis 1954,, Harold Worst, champion en titre, lance un défi à Katsura pour défendre son titre, le match devant avoir lieu du 13 au 18 mars de cette année-là à l'hôtel Pantlind à Grand Rapids, Michigan.
Elle semble prendre définitivement sa retraite après 1961. Des joueurs évoquent plusieurs théories expliquant celle-ci, comme celle selon laquelle son mari (décédé en juin 1967) l'empêche de jouer pour diverses raisons. En 1976, Katsura fait une apparition impromptue au Palace Billiards à San Francisco. Elle emprunte une canne à un joueur présent et effectue un 100 points en ligne droite sans problème. Katsura est retournée au Japon vers 1990 pour vivre avec sa sœur, Noriko, où elle a déclaré qu'elle prévoyait de vivre le reste de ses jours. Katsura est morte en 1995.

## Postérité
En septembre 2002, un tournoi commémoratif pour Katsura, intitulé « Katsura Memorial : The First Ladies Three Cushion Grandprix », a ieu au Japon et est diffusé sur SKY PerfecTV !
Le 7 mars 2021, Katsura est présentée dans un Google Doodle sur la page d'accueil du moteur de recherche, dans le cadre de sa célébration de la Journée internationale de la femme.